# Hedwig Funkenhauser
Hedwig Funkenhauser (ur. 26 sierpnia 1969 w Satu Mare) – niemiecka szpadzistka pochodzenia rumuńskiego, srebrna medalistka mistrzostw świata.
Podczas mistrzostw świata w Essen w 1993 roku Niemki w składzie: Katja Nass, Eva-Maria Ittner, Claudia Bokel, Hedwig Funkenhauser i Imke Duplitzer zdobyły srebrny medal w zawodach drużynowych. Był to jedyny medal wywalczony przez Funkenhauser w zawodach tego cyklu.
Nigdy nie wzięła udziału w igrzyskach olimpijskich.
Jej siostra, Zita, także uprawiała szermierkę.